# 廉東振
廉東振（ヨム・ドンジン、朝: 염동진、1909年2月14日 - 1950年6月25日）は、韓国の独立運動家であり軍人、政治家である。光復後、韓国のテロ組織白衣社（백의사）の団長だった。平安北道出身。本名は廉應澤（朝: 염응택）。

## 生涯
彼の幼年期はよく知られていない。
1931年3月に22歳で善隣商業学校を卒業した後、中国に亡命した。そして、1934年2月25日に洛陽軍官学校韓人班に入学し、翌1935年4月洛陽軍官学校を卒業した。

## 独立運動
民族革命党に加入し南京で活動した。上海日本総領事館警察部が作成した民族革命党幹部党員動静報告によれば、廉東振はどのような派閥にも属すことなく中立的立場であった。公式資料における最後の記載は、1935年の冬、民族革命党の組織に反対し、華北方面に向かったとあるだけで、以後は不明である。彼の甥であるキム・チョンジンによれば、廉東振は組織の派閥争いに失望し、同胞たちの為に活動するほうが良いと考え、南京から満州華北地方に向かったという。
1936年2月山城鎮で関東軍に逮捕され、この時、拷問によって失明した。以後、彼は関東軍に協力したという主張があるが、どのような活動をしたのかを示す資料は存在していない。彼の甥であるキム・チョンジンは、独立運動家たちとは関係ないと言っている。
1940年頃、関東軍から解放されて、31歳で平壌に帰ってきた。国史編纂委員会の鄭秉峻博士は、関東軍に協力したことが、彼の弱点であると同時に出発点であると言った。しかし、関東軍でどのような活動をしたのかという資料がなく、彼が親日行為をしたかに対しては議論がある。
1943年、平壌で大同団という抗日秘密結社を結成した。

## 解放政局期
解放後、進駐したソ連軍の掠奪と婦女子強奪などの蛮行に反発、ヒョン・ジュニョクを暗殺した。以後、ソ連軍の監視が激しくなると越南した。
ソウルにやってきた彼は楽園洞にアジトを維持し、大同団を白衣民族にちなんだ白衣社に改称した。孝子洞、宮井洞等といったソウルの様々な場所にアジトを展開し、団員たちを抱き込み、団員同士もお互いについて解らないような秘密結社として、猛烈な反共主義活動をした。
大韓民国臨時政府の政治工作隊と連携し、金日成などの要人暗殺を試みて、白衣社の団員たちを警察係、国防警備隊、労働係などにも入れて反共運動をさせた。
1946年2月15日、民主主義民族戦線結成大会場で、金斗漢と団員を使って、朝鮮共産党の朴憲永を拉致しようとしたが未遂に終わった。1947年7月には、呂運亨を暗殺するために拳銃を提供した。
彼は左翼労働運動に対して非常に警戒しており、アルバート・ウェデマイヤー中将に宛てた書簡から共産主義に対する彼の考えを垣間見ることができる。

「民主主義と共産主義が共存できないという事実は、各国の事例に照らして立証されています。それでも米軍政当局は、あまりにも小さな器である南朝鮮において、このような滑稽な実験をしています」と書かれている。
また、1万5千名の師団兵力で構成されている白衣軍創設計画を立てて、ソウル（G-2）本部と牡丹地域に司令部を置く白衣軍を創設し、中国共産党を攻撃することが目標と記録されている。しかし、この当時満洲は、既に中国共産党が掌握していた状態で実現はできなかった。
ウェデマイヤー中将への書簡によれば、廉東振は強力な軍事力に基づくファシスト的な国家社会主義建設を夢見ていたという。

「韓国人たちは極端な資本主義と共産主義を、 すべて拒否します。 新しい韓国の国家形態は国家社会主義でなければなりません」と書かれている。
シーリー少佐の報告書にもこれと似たような文章がある。

「廉東振は李承晩が首班である政府より、より強力で軍事的な政府を好んでいた。金九が韓国の指導者になれば、日本と米国が訓練した200万の韓国軍を持つようになるだろう……」と書かれている。

## 政府樹立と晩年
1948年、大韓民国の政府樹立とともに白衣社は急激に衰退の道を辿り、 何人かの団員を除き、あちこちに散らばった。
一方、 シーリー報告書は、安斗煕が白衣社の団員であり、廉東振を金九暗殺の黒幕と名指ししているが、白衣社の団員たちはどのような関連性もないと強く否定した。白衣社の団員であり、ペク・グァンオクの兄弟のペク・チャンオクは金九の暗殺の一報を聞くと激怒したという。金九の秘書を務めた鮮于鎭もまた関連がないと言った。
金九の研究をした都珍淳教授は、廉東振は金九に対して敵対的と言うよりは相互依存的であり、廉東振が安斗煕に金九暗殺を指示したという言及は文書のどこにもなく、明白な誤報であると反論した。実際、仮にそうだとしても当時の状況上、廉東振が指示したという可能性は全くない。
徐々に統合失調症となり、1950年朝鮮戦争勃発後、避難することを拒否し、ソウルに残っていたが、朝鮮人民軍に交わらず、生死は不明である。